# Сенгілеївська ГЕС
Сенгілеївська ГЕС — ГЕС на 55-му км Невинномиського каналу, у сел. Приозерний Шпаковського району Ставропольського краю. Будівництво ГЕС розпочато у 1949, перший гідроагрегат був пущений 22 грудня 1953. ГЕС побудована за дериваційним типом, працює на стоці Невинномиського каналу (режим роботи — базовий по водотоку), водосховищ та басейнів добового регулювання не має. Входить до складу групи Сенгілеївських ГЕС каскаду Кубанських ГЕС.
Склад споруд ГЕС:
- головна водозабірна споруда;
- підвідний канал;
- водоприймач;
- зрівняльний резервуар (башта);
- напірні трубопроводи;
- будівля ГЕС;
- відвідний канал;
- ВРП 110 кВ

Потужність ГЕС — 15 МВт, середньорічне вироблення — 77,6 млн кВт·год. У будівлі ГЕС встановлено 3 вертикальних гідроагрегати, що працюють при розрахунковому напорі 45,5 м: два (станційні № 1 і 3) з радіально-осьовими турбінами РО45/3123-В-140 (діаметр робочого колеса 1,4 м) і генераторами ВГС-260/70-16 (виробництва підприємства «Уралелектротяжмаш») потужністю по 4,5 МВт і один (станційний № 2) з пропелерною турбіною ПР45-В-160 (діаметр робочого колеса 1,6 м) і генератором СВ160/65-12УХЛ4 (виробництва ВАТ «Привід», розташованого в м. Лисьва) потужністю 6 МВт. Виготовлювач гідротурбін — харківське підприємство — «Турбоатом». Спочатку на ГЕС були встановлені турбіни Ф123 ВМ140 виробництва підприємства «Уралгідромаш» (гідроагрегати № 1 і 3) і гідроагрегат англійського виробництва (станційний № 2). ОРУ-110 кВ виконано як секціонована система шин, 4 лінії 110 кВ, 7 масляних вимикачів МКП-110М. Власник станції — ВАТ «РусГідро».
Устаткування ГЕС неодноразово модернізувалося — у 1970—1971 роках були замінені гідрогенератори агрегатів № 1 і 3, в 1993—1996 роках були замінені гідротурбіни, на початку 2006 року був замінений імпортний гідрогенератор марки 1Е-260/60-14 фірми English Electric Co гідроагрегату № 2 на російський. Планується подальша реконструкція станції, зокрема заміна напірних трубопроводів, дискових затворів, трансформаторів. Існують плани монтажу додаткового, четвертого гідроагрегата потужністю 10—11 МВт, зі збільшенням середньорічного виробітку на 25 млн кВт·год.
Біля Сенгілеївської ГЕС можливе будівництво ГЕС на кінцевому скиданні Невинномиського каналу в Сенгілеївське водосховище, потужністю 10 МВт. Необхідний обсяг інвестицій становить $ 7,915 млн.

## Ресурси Інтернету
- Сенгілеївська ГЕС на офіційному сайті ВАТ «РусГідро». Архів оригіналу за 12.02.2012. Процитовано 01.01.2011.(рос.)
- Опис Сенгілеївської ГЕС. Архів оригіналу за 24.02.2012. Процитовано 01.01.2011.(рос.)